# Житняк пустельний
Житняк пустельний (Agropyron desertorum) — вид рослин із родини злакових (Poaceae).

## Морфологічна характеристика
Багаторічна рослина 25–60(70) см заввишки; росте пучками; без кореневища. Стеблини колінчасто висхідні. Листові пластинки сизо-зелені, згорнуті, 4–12 см × 2–3 мм; поверхня шорстка. Колосся лінійне, вузьке, іноді майже циліндричне, 2.5–8 мм завдовжки, 5–10 мм завширшки. Колоски майже притиснуті до осі колоса, сидячі, налягають одне на одне, голі, рідше запушені. Колоски складаються з 3–6 плідних квіточок зі зменшеними квіточками на верхівці. Колоскові луски схожі; нижня колоскова луска ланцетна, 3–4.5 мм завдовжки, 1-кілева, 3-жилкова, поверхня гола чи ворсиста, верхівка гостра, остюкувата; верхня колоскова луска ланцетна, 3–4.5 мм завдовжки, 1-кілева, 3-жилкова, поверхня гола чи ворсиста, верхівка гостра, остюкувата. Родюча лема еліптична, 5–6 мм завдовжки, 5-жилкова, поверхня гола чи ворсиста, верхівка гостра, остюкувата. Верхівкові безплідні квіточки схожі на плодючі, але недорозвинені. Зернівка довгаста, волосиста на верхівці.

## Середовище проживання
Зростає у Євразії від південного сходу України (через пд.-євр. Росію, Вірменію, Грузію, Азербайджан, Казахстан, Таджикистан, Узбекистан, Туркменістан, Пакистан, Монголію, Сибір) до півночі Китаю; інтродукований до США, Австрії й Іспанії. Росте у степу, на кам'янистих і глинистих схилах, а також у солонецьких ґрунтах. Він домінує в асоціаціях A. desertorum / Poa bulbosa та A. desertorum / Artemisia maritima.
В Україні вид росте на сухих степових, глинистих і кам'янистих схилах — у сх. ч. Степу, Донецькому Лісостепу (Харцизький р-н Донецької обл.) і Криму (Керченський півострів, масив Карадаг), дуже рідко.

## Використання
Широко культивується для отримання корму і є третинним диким родичем і потенційним донором генів хлібної та твердої пшениці, а також ряду інших культурних видів пшениці.

## Загрози й охорона
Наразі серйозних загроз для цього виду немає.
Рід Agropyron занесений до Додатку I Міжнародного договору про генетичні ресурси рослин для харчових продуктів і сільського господарства як частину генофонду пшениці. Ізольовані субпопуляції в Криму можуть мати важливе генетичне різноманіття і, отже, підлягати заходам збереження та управління in situ.